# Bruce Chatwin
Bruce Charles Chatwin (Dronfield, 13 mei 1940 - Nice, 18 januari 1989) was een Engels romanschrijver en auteur van reisverhalen.

## Biografie
Bruce Chatwin werd in 1940 geboren in Dronfield (bij Sheffield). Hij bracht zijn jeugd door in West Heath, Birmingham en later in Warwickshire.
Nadat Chatwin in 1958 afstudeerde aan het Marlborough College, verhuisde hij naar Londen, waar hij werkte op de Works of Art-afdeling bij het veilinghuis Sotheby's. Door zijn scherpe inzichten werd hij snel Sotheby's expert inzake impressionistische kunst. Later werd hij er een van de directeuren.
In 1964 kreeg Chatwin problemen met het zicht, wat zijn werk uiteraard hinderde. Oogarts Patrick Trevor-Roper stelde vast dat Chatwin strabismus had. Hij adviseerde hem zijn werk gedurende zes maanden te onderbreken en op reis te gaan. Trevor-Roper had meegewerkt in een oogziekenhuis in Addis Abeba en hij adviseerde Chatwin naar Ethiopië te gaan, wat Chatwin ook deed in 1965. Op de terugweg raakte Chatwin gefascineerd door exotische kunst en archeologie. Op 26 augustus 1965 trouwde hij met de Amerikaanse Elizabeth Chanler, die hij bij Sotheby's had leren kennen.
In 1966 nam hij ontslag bij Sotheby's en besloot hij archeologie te gaan studeren aan de Universiteit van Edinburgh. Hoewel hij de Wardrop Prize won voor het "beste werk van het jaar", verloor hij al snel zijn interesse in het academische, archeologische wereldje en maakte hij de opleiding niet af.
In 1972 werd Chatwin bij de Sunday Times Magazine aangenomen als adviseur over kunst en architectuur. Voor het tijdschrift schreef hij reisreportages waarvoor hij de wereld rondreisde. Die reizen leverden hem veel informatie en inspiratie op voor zijn boeken. Hij doorkruiste Afghanistan op zoek naar sporen van Alexander de Grote, bracht in Ivoorkust een tijd door met de nazaten van slaven, ontdekte het archaïsche Wales, het barre Siberië, het wonderlijke Patagonië en de hete binnenlanden van Australië. Centraal in zijn reizen en boeken staat zijn fascinatie voor de rusteloze natuur van de mens. Hij was ervan overtuigd dat elke mens de oerdrang had om (over lange afstanden) rond te trekken. 
Begin jaren 1980 werd bij Chatwin hiv vastgesteld. Zelf ontkende hij dat (hij schreef dat zijn ziekte veroorzaakt was door een exotische Chinese schimmel). Hij is overigens nooit openlijk uit de kast gekomen als holebi, hoewel hij op zeer veel mannen én vrouwen een grote aantrekkingskracht uitoefende. Bruce Chatwin overleed op 18 januari 1989 in Nice aan aids. Hij werd slechts 48 jaar oud.
Bruce Chatwin werd begraven in Kardamyli, diep in de Griekse Peloponnesos, bij het op zee uitkijkende huis van zijn gevierde mentor, de reiziger en oorlogsheld Patrick Leigh Fermor.
Chatwins weduwe gaf in 2010 samen met Nicholas Shakespeare, die al eerder een biografie van Chatwin geschreven had, een selectie van Chatwins brieven uit: Under the Sun. The Letters of Bruce Chatwin.

## Prijzen en nomineringen
- 1978: Hawthornden Prize
- 1979: E.M. Forster Award
- 1982: Whitbread Book of the Year Award (Boek van het Jaar-prijs)
- 1982: James Tait Black Memorial Prize for Fiction of James Tait Black-herdenkingsprijs voor Fictie
- 1988: Utz werd genomineerd voor de Booker Prize

## Werk
- 1977: In Patagonia (In Patagonië)
- 1980: The Viceroy of Ouidah (De onderkoning van Ouidah, 1981)
- 1982: On The Black Hill (De zwarte heuvel)
- 1987: The Songlines (De gezongen aarde, 1988)
- 1988: Utz
- 1989: What am I doing here?
- 1993: Photographs and Notebooks
- 1995: Anatomy of Restlessness: Uncollected Writings (Anatomie van de rusteloosheid, 1995)
- 1998: Winding Paths

## Correspondentie
- Elizabeth Chatwin en Nicholas Shakespeare (red.), Under the Sun. The Letters of Bruce Chatwin, 2011. ISBN 9781101475683

## Voetnoten
1. ↑  Gemeinsame Normdatei; geraadpleegd op: 31 december 2014.
2. ↑  http://search.informit.com.au/fullText;dn=978647583761674;res=IELBUS.
3. ↑  http://www.astro.com/astro-databank/Chatwin,_Bruce.
4. ↑  http://www.datalounge.com/cgi-bin/iowa/ajax.html?t=10141274.

- Bibsys: 90074122
- Biblioteca Nacional de España: XX840320
- Bibliothèque nationale de France: cb118963553 (data)
- Catàleg d'autoritats de noms i títols de Catalunya: 981058511804006706
- CiNii: DA03686633
- Gemeinsame Normdatei: 11886128X
- International Standard Name Identifier: 0000 0001 1580 2936
- Library of Congress Control Number: n50036212
- Nationale Bibliotheek van Letland: 000229810
- Bibliotheek van het Japanse parlement: 00464472
- Nationale Bibliotheek van Tsjechië: jn20000603102
- Nationale bibliotheek van Australië: 36557044
- Nationale Bibliotheek van Israël: 987007272098605171
- Nationale Bibliotheek van Polen: a0000002084124
- Nationale en Universitaire bibliotheek Zagreb: 000028346
- Nederlandse Thesaurus van Auteursnamen: 073570605
- PIC: 378823
- Réseau des bibliothèques de Suisse occidentale: 02-A003098234
- Istituto Centrale per il Catalogo Unico: CFIV003042
- LIBRIS: 218894
- SNAC: w6cn8k8f
- Système universitaire de documentation: 026782464
- Trove: 1290806
- Union List of Artist Names: 500338410
- Virtual International Authority File: 110567910
- WorldCat: E39PBJdCpCMyf9kRvr43D6bfMP